# Madeleine L'Engle
Madeleine L'Engle (n. 29 noiembrie 1918, New York City, New York, SUA – d. 6 septembrie 2007, Litchfield⁠(d), Connecticut, SUA) a fost o scriitoare americană, mai ales de literatură pentru adolescenți. Este mai cunoscută pentru romanul științifico-fantastic pentru adolescenți A Wrinkle in Time (Călătorie în a cincea dimensiune) și a continuărilor sale: A Wind in the Door (Captivi în Yadah), A Swiftly Tilting Planet, Many Waters și An Acceptable Time. Toate aceste romane formează Time Quintet (Seria Cvintetul Timpului). Lucrările sale reflectă credința sa creștină și interesul său deosebit pentru știința modernă.

## Seria de romane Yearling (pentalogie)
- A Wrinkle in Time
- A Wind in the Door
- A Swiftly Tilting Planet
- Many Waters
- An Acceptable Time

## Traduceri în română
- Captivi în Yadah, Editura Corint Junior, 2010
- Călătorie în a cincea dimensiune, Editura Corint Junior, 2009
- O buclă în timp, Editura Arthur, 2015
- Vântul bate la ușă, Editura Arthur, 2018